# 2008-as jordán rali

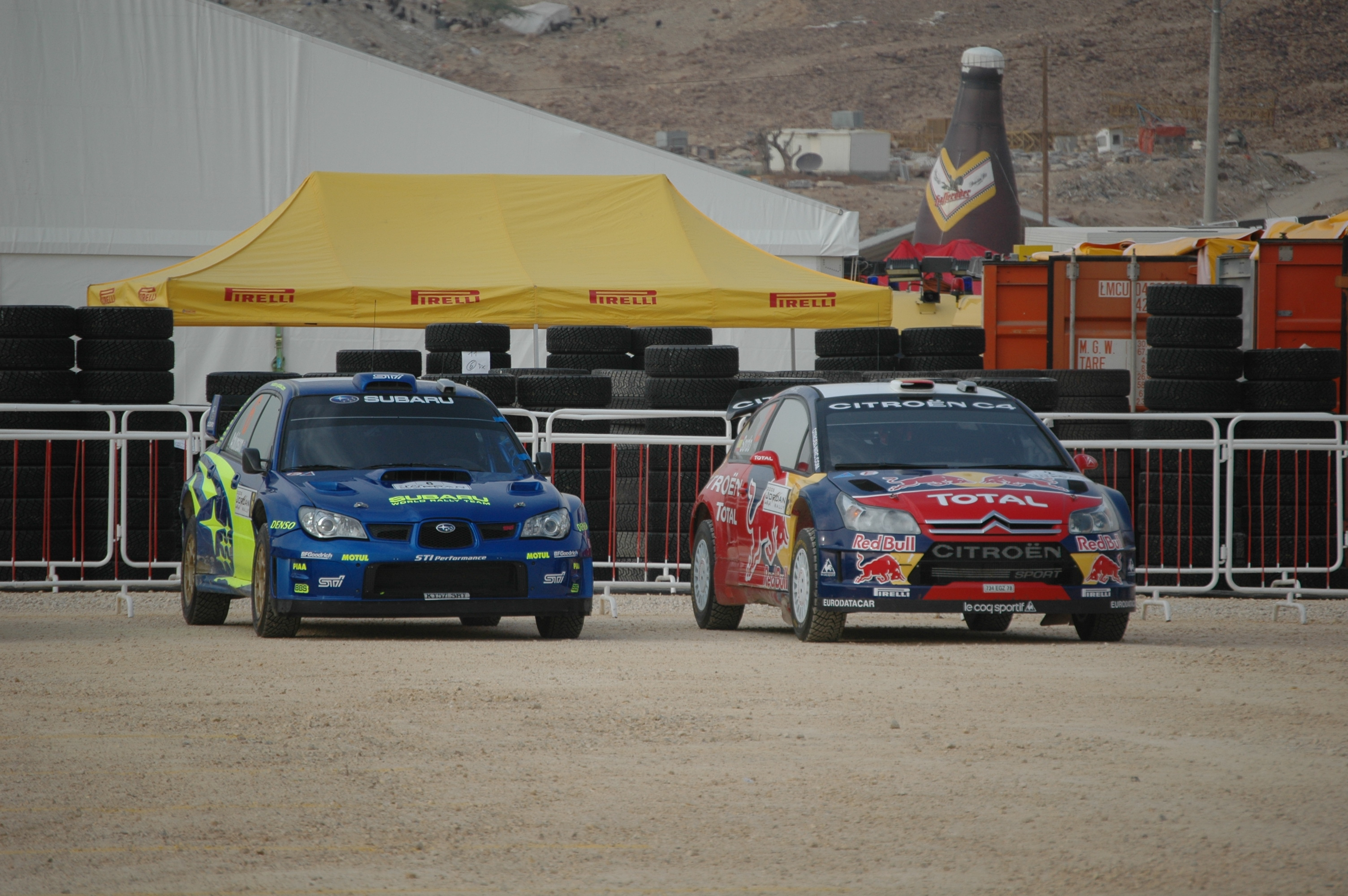
Chris Atkinson és Dani Sordo autója a versenyen

A 2008-as jordán rali (hivatalosan: 26th Jordan Rally) volt a 2008-as rali-világbajnokság ötödik futama. Április 24 és 27 között került megrendezésre, 22 gyorsasági szakaszból állt, melyek össztávja 359 kilométert tett ki. A versenyen 54 páros indult, melyből 33 ért célba.
A jordán rali először szerepelt a világbajnokság versenynaptárában, valamint ez volt egyben az első Közel-Keleten rendezett rali-világbajnoki futam is.
A versenyt a finn Mikko Hirvonen nyerte, másodikként Dani Sordo végzett, harmadik pedig Chris Atkinson lett.
A futam a junior rali-világbajnokság szezonbeli második futama is volt egyben. Ezt az értékelést Sébastien Ogier nyerte, Shaun Gallagher és Gilles Schammel előtt.

## Beszámoló
Első nap

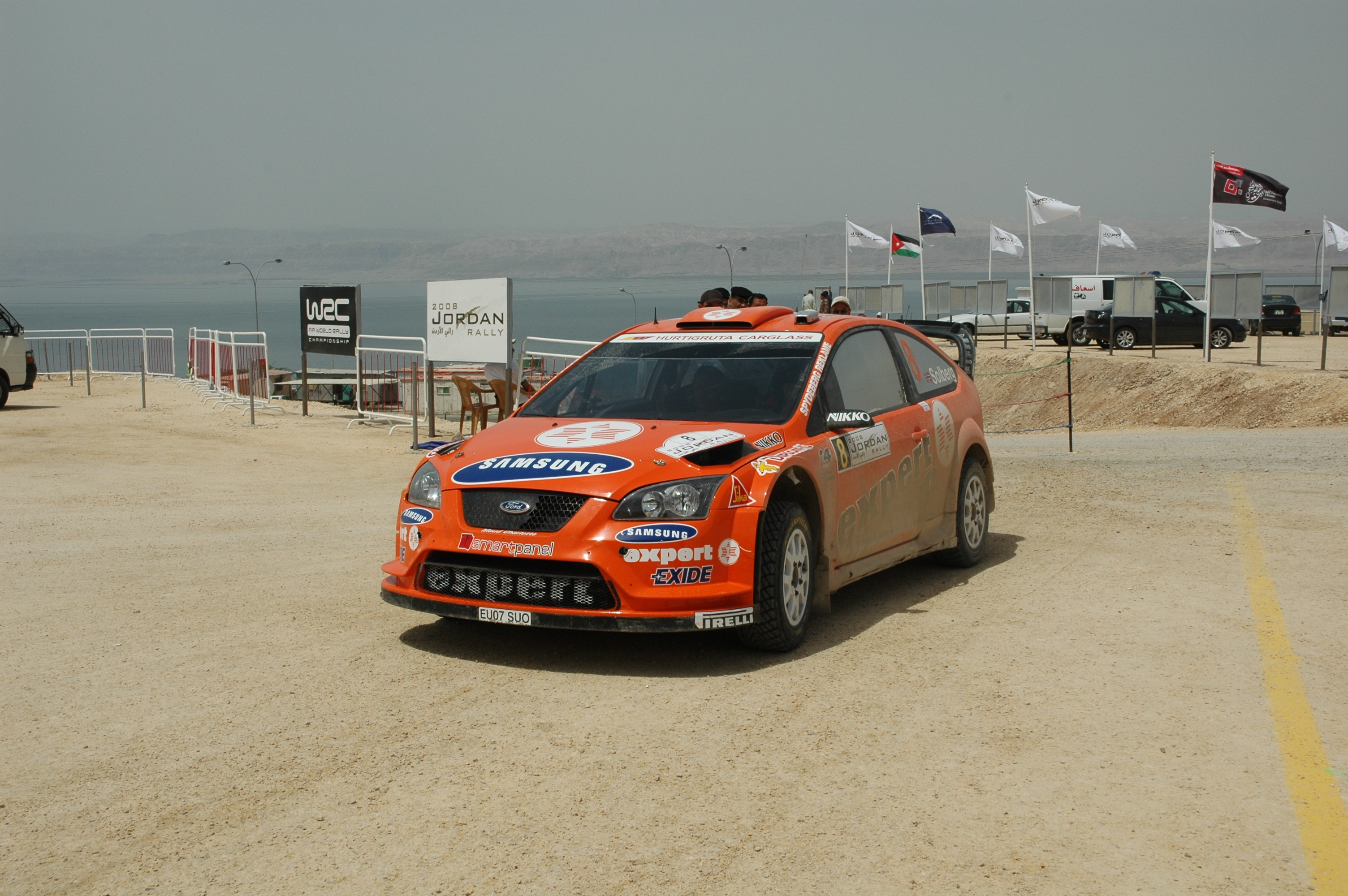
Henning Solberg negyedik lett, ami a legjobb eredménye volt a 2008-as szezon alatt

Az első napon nyolc gyorsasági szakaszt rendeztek. Sordo kihasználva, hogy az előtte rajtolók takarították a murvás pályákat, megnyerte ezt a napot. Sordo mögött Loeb állt a nap végén. A címvédő francia mindössze 1,1 másodperccel maradt le csapattársa mögött. Latvala és Hirvonen a harmadik és a negyedik helyen voltak ekkor. Atkinson az ötödik helyről kezdhette meg a második napot. Petter Solberg és Gigi Galli hibáztak, így nem tudtak részt venni az összes pénteki szakaszon.
Második nap
Loeb megnyerte a nap első három szakaszát, amivel átvette a vezetést, és több mint fél perces előnyt szerzett a második Sordo előtt. A tizenegyedik gyorsasági után azonban egy, a ralisportban ritka incidens történt. A szakaszt már befejező Loeb összeütközött a rajt felé igyekvő Conrad Rautenbach-al. Az eset egy beláthatatlan kanyarban történt, ahol a két Citroen C4-es frontálisan ütközött egymásnak. Mind a két autó kiesett a második napról, és Loeb elvesztette esélyét a győzelemre. Az első helyért ezután Latvala, Hirvonen és Sordo küzdött egymással. Az utolsó szakaszon a két finn szándékosan időt vesztett, hogy a zárónapon ne nekik kelljen majd elsőként rajtolniuk. A napot így Sordo zárta az élen, Latval és Hirvonen előtt. Mögöttük Atkinson, Aava, Henning Solberg és Villagra következett.

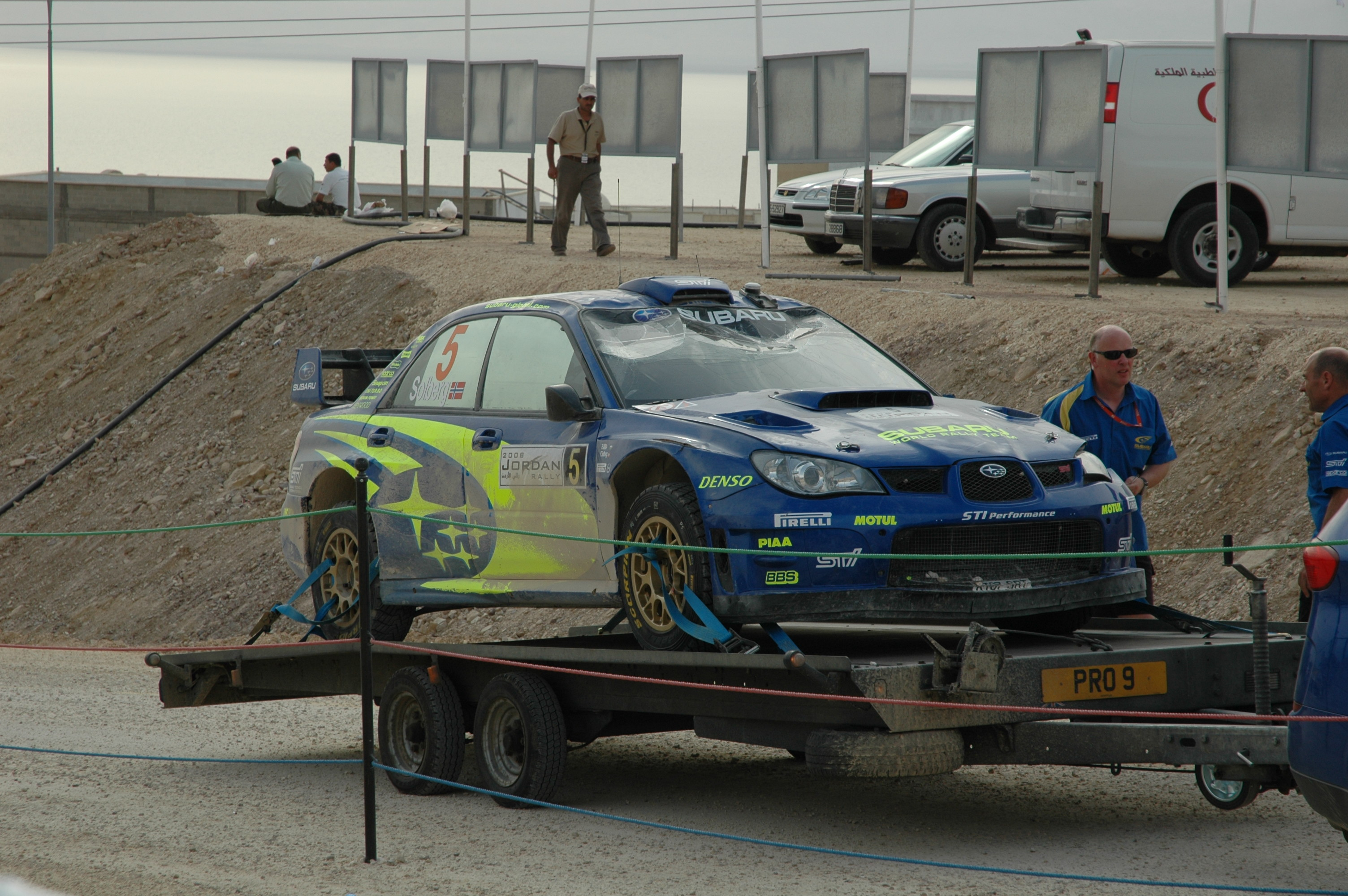
Petter Solberg törött autója

Petter Solberg a legutolsó gyorsaságin borult fel.
Harmadik nap
Az utolsó napon hat gyorsaságit rendeztek. Latvala már az első szakaszon átvette a vezetést. A következő etapon azonban autójának futóműve megsérült, és több mint tíz percet vesztett még elért a szervizparkig. Az első helyet Hirvonen örökölte meg tőle, aki szakaszról szakaszra növelte az előnyét. A visszatérő Loeb három részsikert is szerzett a zárónapon, ám így sem ért fel pontszerző helyre. Hirvonen végül megnyerte a viadalt, amivel átvette a vezetést a pontversenyben. Második Sordo, harmadik pedig Atkinson lett. Henning Solberg a negyedik helyen zárt. Őt követte Wilson, majd Villagra. Latvala a problémák ellenére felért a hetedik pozícióba, míg a nyolcadik az első nap még szintén gondokkal küzdő Gigi Galli lett.

## Szakaszok
| Nap                 | #   | Rajtidő | Szakasz        | Hossz    | Győztes                   | Idő     | Átlag seb. | Versenyben vezető         |
| ------------------- | --- | ------- | -------------- | -------- | ------------------------- | ------- | ---------- | ------------------------- |
| 1. nap (Április 25) | 1.  | 08:19   | Suwayma 1      | 13.03 km | Dani Sordo Petter Solberg | 6:40.2  | 117.2 km/h | Dani Sordo Petter Solberg |
| 1. nap (Április 25) | 2.  | 08:53   | Mahes 1        | 20.00 km | Dani Sordo                | 13:54.8 | 86.2 km/h  | Dani Sordo                |
| 1. nap (Április 25) | 3.  | 09:38   | Mount Nebo 1   | 11.10 km | Dani Sordo                | 8:02.9  | 82.8 km/h  | Dani Sordo                |
| 1. nap (Április 25) | 4.  | 10:25   | Mal'n 1        | 13.46 km | Sébastien Loeb            | 9:55.4  | 81.4 km/h  | Dani Sordo                |
| 1. nap (Április 25) | 5.  | 12:35   | Suwayma 2      | 13.03 km | Jari-Matti Latvala        | 6:37.7  | 117.7 km/h | Dani Sordo                |
| 1. nap (Április 25) | 6.  | 13:09   | Mahes 2        | 20.00 km | Sébastien Loeb            | 13:38.5 | 88.0 km/h  | Dani Sordo                |
| 1. nap (Április 25) | 7.  | 13:54   | Mount Nebo 2   | 11.1 km  | Sébastien Loeb            | 7:52.6  | 84.6 km/h  | Dani Sordo                |
| 1. nap (Április 25) | 8.  | 14:41   | Mal'n 2        | 13.46 km | Mikko Hirvonen            | 9:46.7  | 82.6 km/h  | Dani Sordo                |
| 2. nap (Április 26) | 9.  | 8:53    | Tirki 1        | 13.46 km | Sébastien Loeb            | 8:18.1  | 102.1 km/h | Sébastien Loeb            |
| 2. nap (Április 26) | 10. | 09:21   | Erak Elimir 1  | 12.47 km | Sébastien Loeb            | 8:40.9  | 86.2 km/h  | Sébastien Loeb            |
| 2. nap (Április 26) | 11. | 10:24   | Shuna 1        | 15:19 km | Sébastien Loeb            | 11:54.9 | 76.5 km/h  | Sébastien Loeb            |
| 2. nap (Április 26) | 12. | 11:05   | Baptism Site 1 | 13.13 km | Dani Sordo                | 6:42.2  | 117.5 km/h | Dani Sordo                |
| 2. nap (Április 26) | 13. | 13:06   | Turki 2        | 14.13 km | Mikko Hirvonen            | 8:15.7  | 102.6 km/h | Jari-Matti Latvala        |
| 2. nap (Április 26) | 14. | 13:34   | Erak Elimir 2  | 12.47 km | Gigi Galli                | 8:40.8  | 86.2 km/h  | Jari-Matti Latvala        |
| 2. nap (Április 26) | 15. | 14:37   | Shuna 2        | 15.19 km | Gigi Galli                | 11:57.8 | 76.2 km/h  | Jari-Matti Latvala        |
| 2. nap (Április 26) | 16. | 15:18   | Baptism Site 2 | 13.13 km | Gigi Galli                | 6:41.2  | 117.8 km/h | Dani Sordo                |
| 3. nap (Április 27) | 17. | 07:37   | Kafrain 1      | 16.49 km | Mikko Hirvonen            | 11:02.5 | 89.6 km/h  | Jari-Matti Latvala        |
| 3. nap (Április 27) | 18. | 08:10   | Wadi Shueib 1  | 9.18 km  | Sébastien Loeb            | 7:10.1  | 76.8 km/h  | Mikko Hirvonen            |
| 3. nap (Április 27) | 19. | 09:13   | Jordan River 1 | 41.45 km | Sébastien Loeb            | 28:32.8 | 87.1 km/h  | Mikko Hirvonen            |
| 3. nap (Április 27) | 20. | 11:30   | Kafrain 2      | 16.49 km | Jari-Matti Latvala        | 11:00.4 | 89.9 km/h  | Mikko Hirvonen            |
| 3. nap (Április 27) | 21. | 12:03   | Wadi Shueib 2  | 9.18 km  | Sébastien Loeb            | 7:04.8  | 77.8 km/h  | Mikko Hirvonen            |
| 3. nap (Április 27) | 22. | 13:06   | Jordan River 2 | 41.45 km | Mikko Hirvonen            | 28:09.1 | 88.3 km/h  | Mikko Hirvonen            |

## Végeredmény
|          | Versenyző          | Navigátor            | Autó                  | Idő       | Különbség  | Pont |
| -------- | ------------------ | -------------------- | --------------------- | --------- | ---------- | ---- |
| 1.       | Mikko Hirvonen     | Jarmo Lehtinen       | Ford Focus RS WRC 07  | 4:02:47.9 |            | 10   |
| 2.       | Daniel Sordo       | Marc Martí           | Citroën C4 WRC        | 4:04:03.6 | +1:15.7    | 8    |
| 3.       | Chris Atkinson     | Stéphane Prévot      | Subaru Impreza WRC 07 | 4:07:47.4 | +4:59.5    | 6    |
| 4.       | Henning Solberg    | Cato Menkerud        | Ford Focus RS WRC 07  | 4:10:23.7 | +7:35.8    | 5    |
| 5.       | Matthew Wilson     | Scott Martin         | Ford Focus RS WRC 07  | 4:13:29.6 | +10:41.7   | 4    |
| 6.       | Federico Villagra  | Jorge Pérez Companc  | Ford Focus RS WRC 07  | 4:14:10.1 | +11:22.2   | 3    |
| 7.       | Jari-Matti Latvala | Miikka Anttila       | Ford Focus RS WRC 07  | 4:15:03.5 | +12:15.6   | 2    |
| 8.       | Gianluigi Galli    | Giovanni Bernacchini | Ford Focus RS WRC 07  | 4:15:12.3 | +12:24.4   | 1    |
| JWRC     |                    |                      |                       |           |            |      |
| 1. (11.) | Sébastien Ogier    | Julien Ingrassia     | Citroën C2 S1600      | 4:29:57.8 |            | 10   |
| 2. (13.) | Shaun Gallagher    | Michael Morrissey    | Citroën C2 S1600      | 4:34:57.9 | +5:00.1    | 8    |
| 3. (14.) | Gilles Schammel    | Renaud Jamoul        | Renault Clio R3       | 4:37:29.4 | +7:31.6    | 6    |
| 4. (22.) | Florian Niegel     | André Kachel         | Suzuki Swift S1600    | 4:50:17.4 | +20:19.6   | 5    |
| 5. (23.) | Stefano Albertini  | Piercarlo Capolongo  | Renault Clio R3       | 4:50:58.6 | +21:00.8   | 4    |
| 6. (24.) | Simone Bertolotti  | Daniele Vernuccio    | Renault Clio R3       | 4:51:14.1 | +21:16.3   | 3    |
| 7. (27.) | Andrea Cortinovis  | Giancarla Guzzi      | Renault Clio S1600    | 4:58:45.1 | +28:47.3   | 2    |
| 8. (29.) | Miloš Komljenović  | Aleksandar Jeremić   | Renault Clio R3       | 5:36:31.2 | +1:06:33.4 | 1    |